# Gunnar Lené

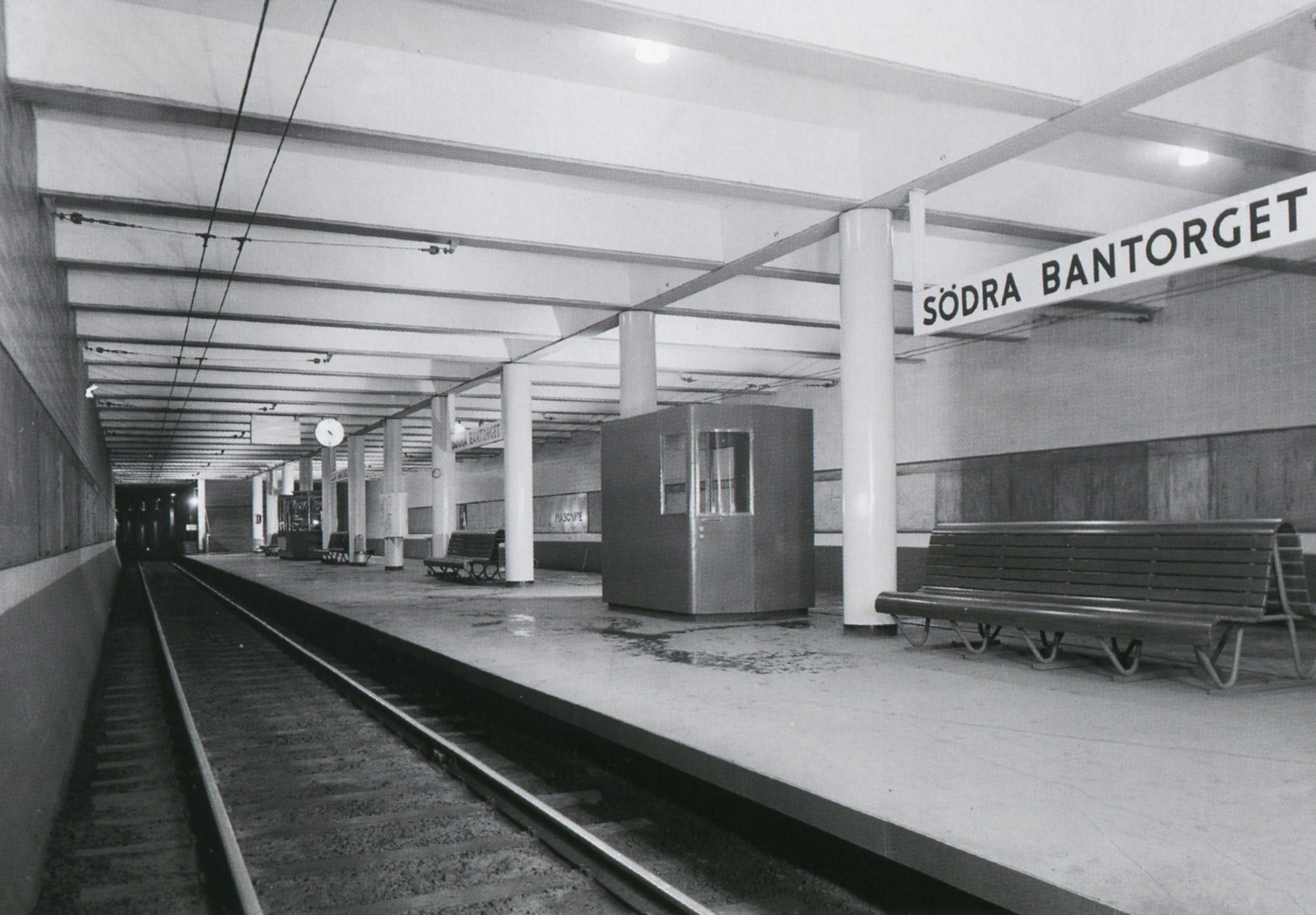
Tunnelbanestation Södra bantorget.

Gunnar Lené, född 2 november 1906 i Härnösand, död 3 september 1981 i Stockholm, var en svensk arkitekt. Han var son till Gustaf Lené.

## Biografi
Lené avlade examen vid Kungliga Tekniska Högskolan 1932 och vid Kungliga Konsthögskolan 1937. Han drev därefter egen verksamhet i Stockholm.
Gunnar Lené var huvudansvarig för Stockholms tunnelbanas kaklade innerstadsstationer, bland annat 1930-tals stationerna vid Södra bantorget och Ringvägen, tillsammans med Holger Blom. Förebilden var Berlins tunnelbana, vars kakelklädda stationer blev ljusa och fräscha och lätta att hålla rent. Det följde Fridhemsplan (1952), Hötorget (1952), Rådmansgatan (1952), Gamla stan (1957) och T-Centralen (1957).
För Stockholms stads gatunämnd ritade han även Hägerstens brandstation (1943), Farsta brandstation (1955) och Riddarholmsbron (1958). Han var engagerat som arkitekt vid bygget av Essingeleden (1961–1965) och ritade även det tidigare Palmhuset på Norrmalmstorg (1971–1972).
Vidare har han ritat församlingshemmet vid Långemåla kyrka (1940), Högalidsskolan i Finspång (1945,) S:t Olofsskolan i Sundsvall (1954), Björnaskolan i Björna (1958)  och Gerestaskolan i Härnösand (1958) samt Gräshagsskolan i Jönköping tillsammans med Carl Grandinson (1960).
Gunnar Lené är begravd på Norra begravningsplatsen utanför Stockholm.

## Bilder, verk i urval

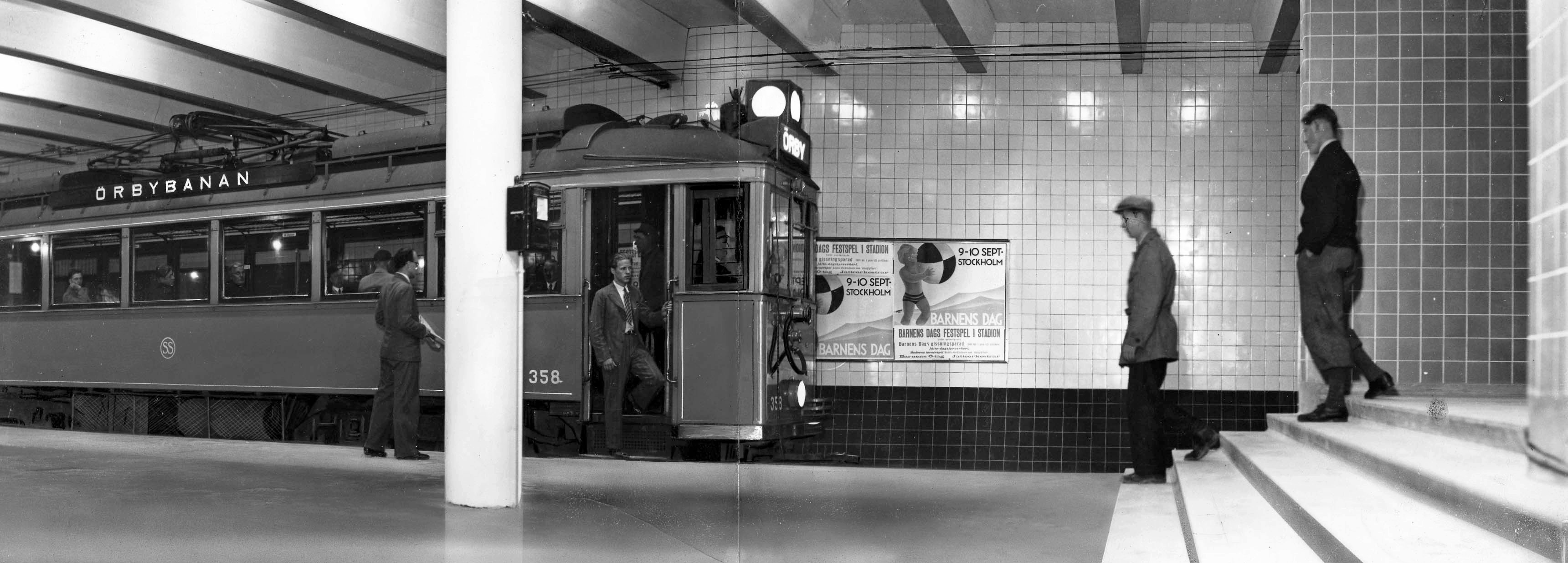
Perrongen på station Ringvägen (idag Skanstulls tunnelbanestation), 8 september 1933.

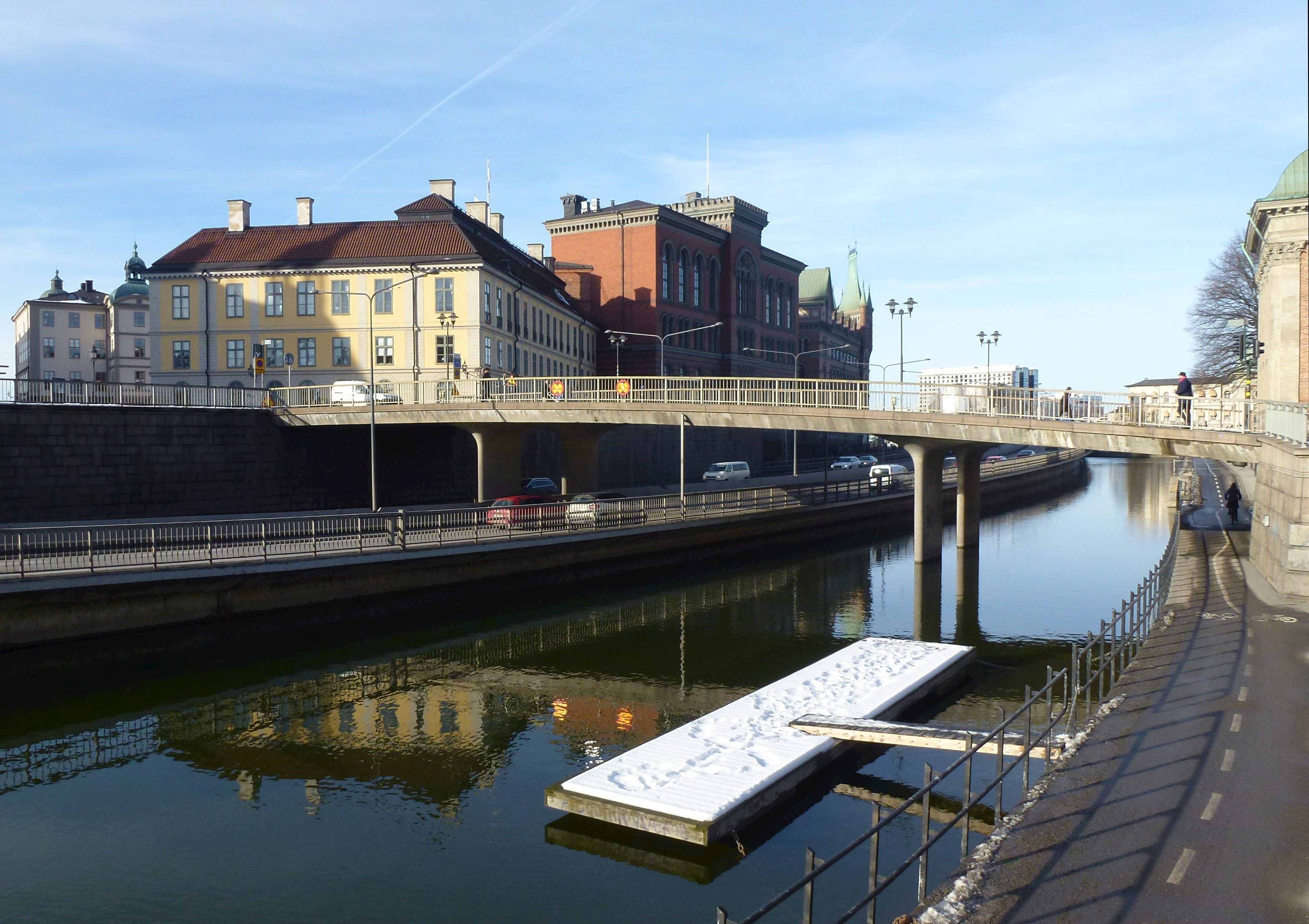
Riddarholmsbron
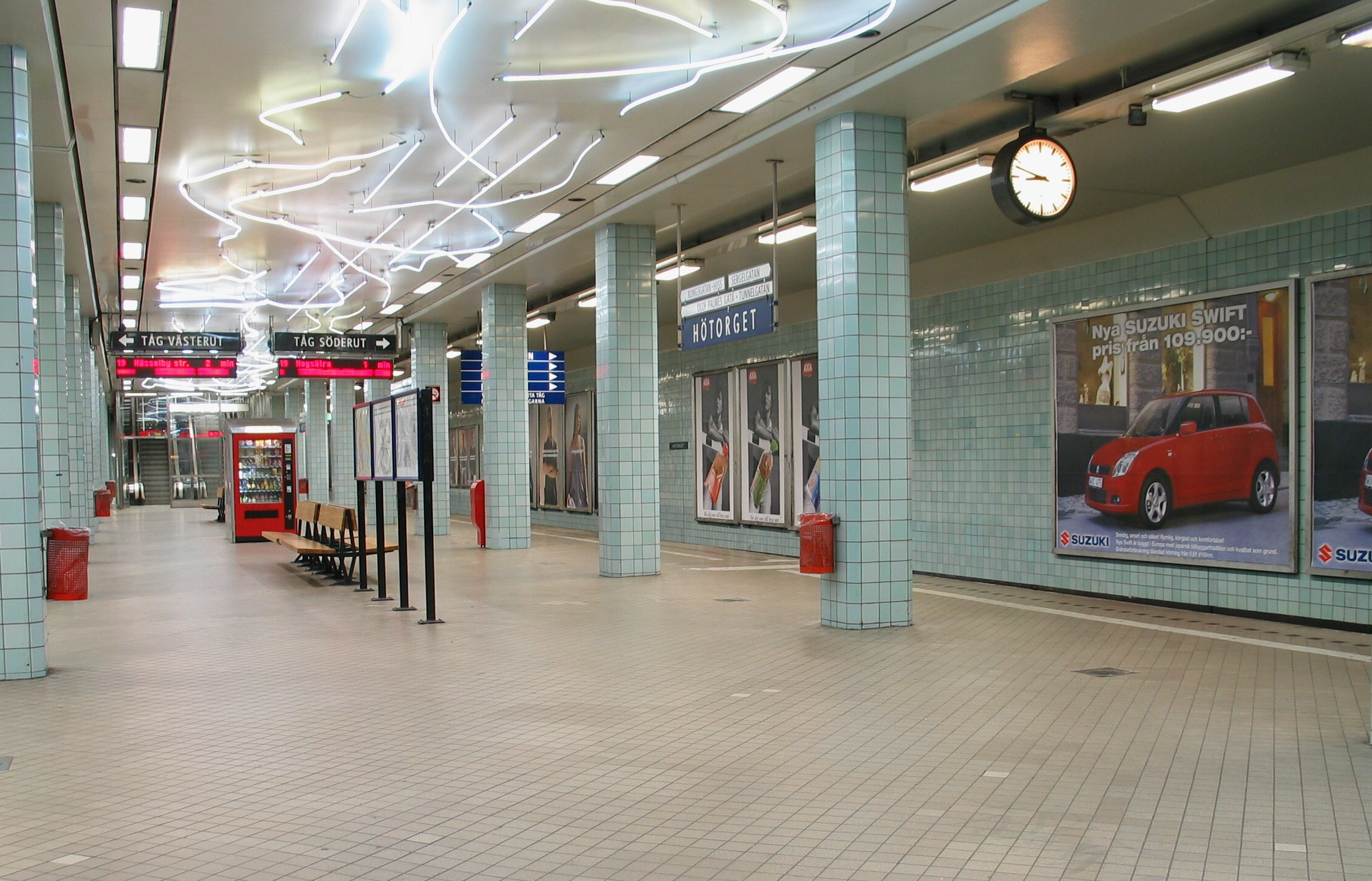
Hötorgets tunnelbanestation
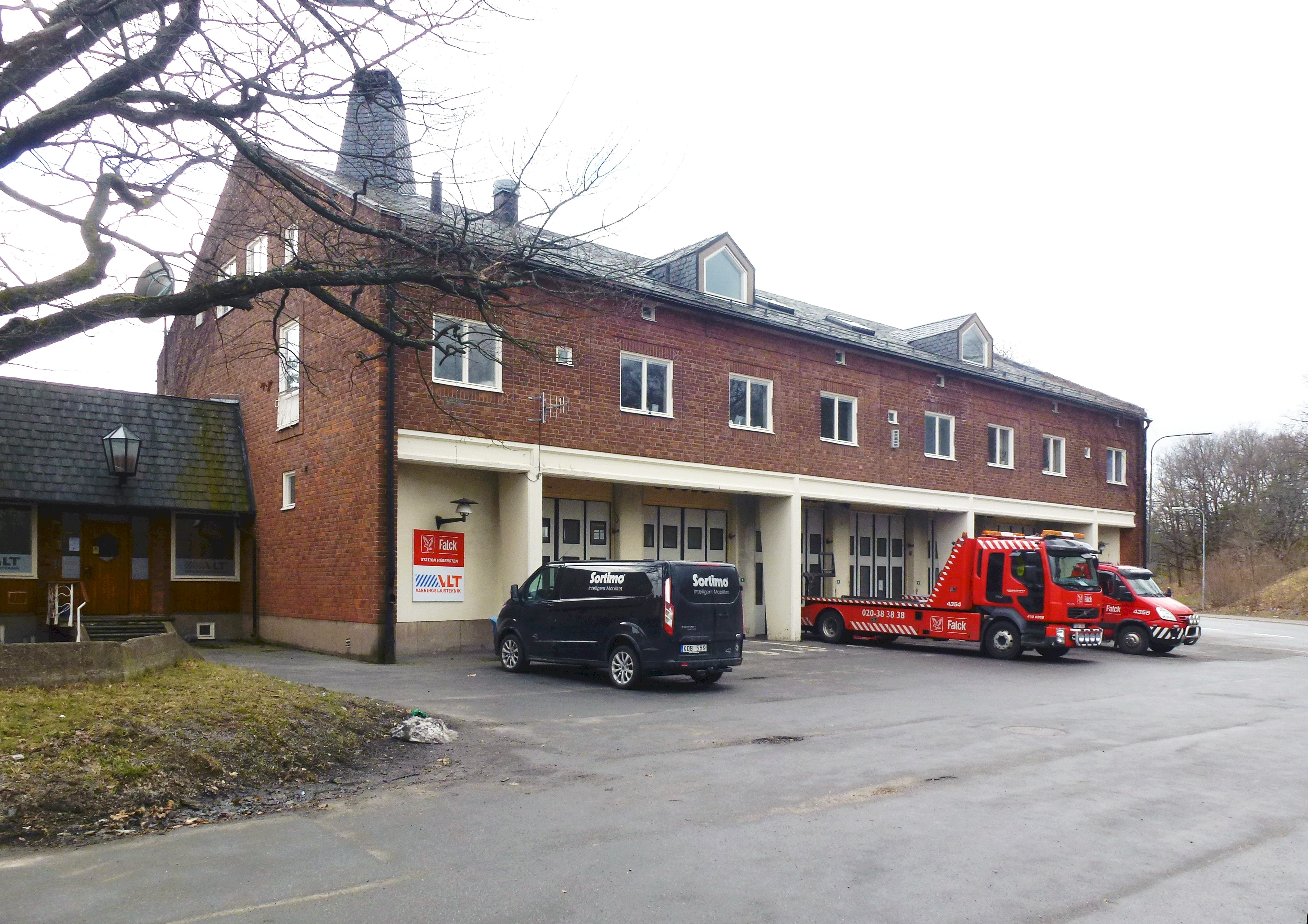
Hägerstens brandstation
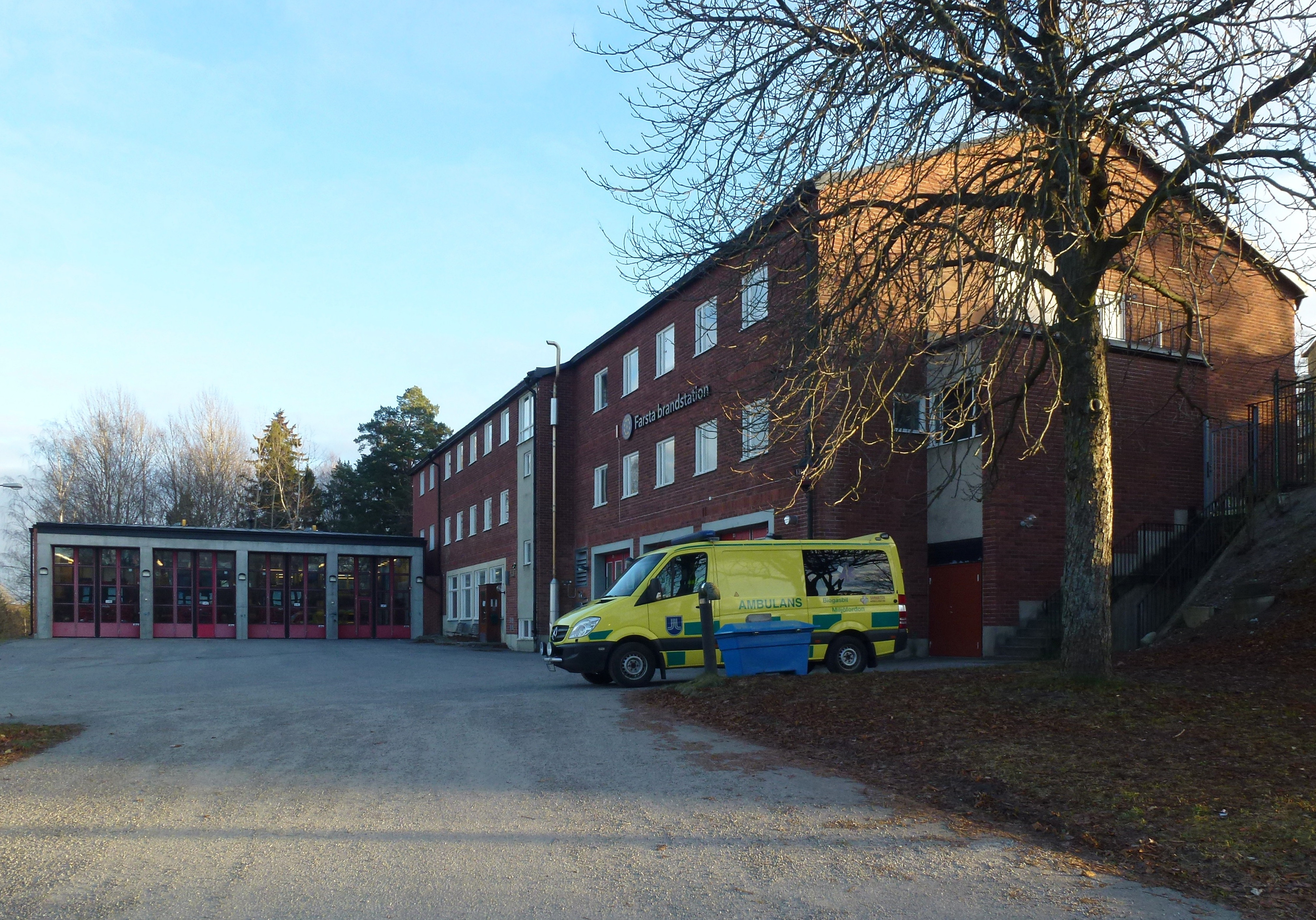
Farsta brandstation